# Wachtebeke

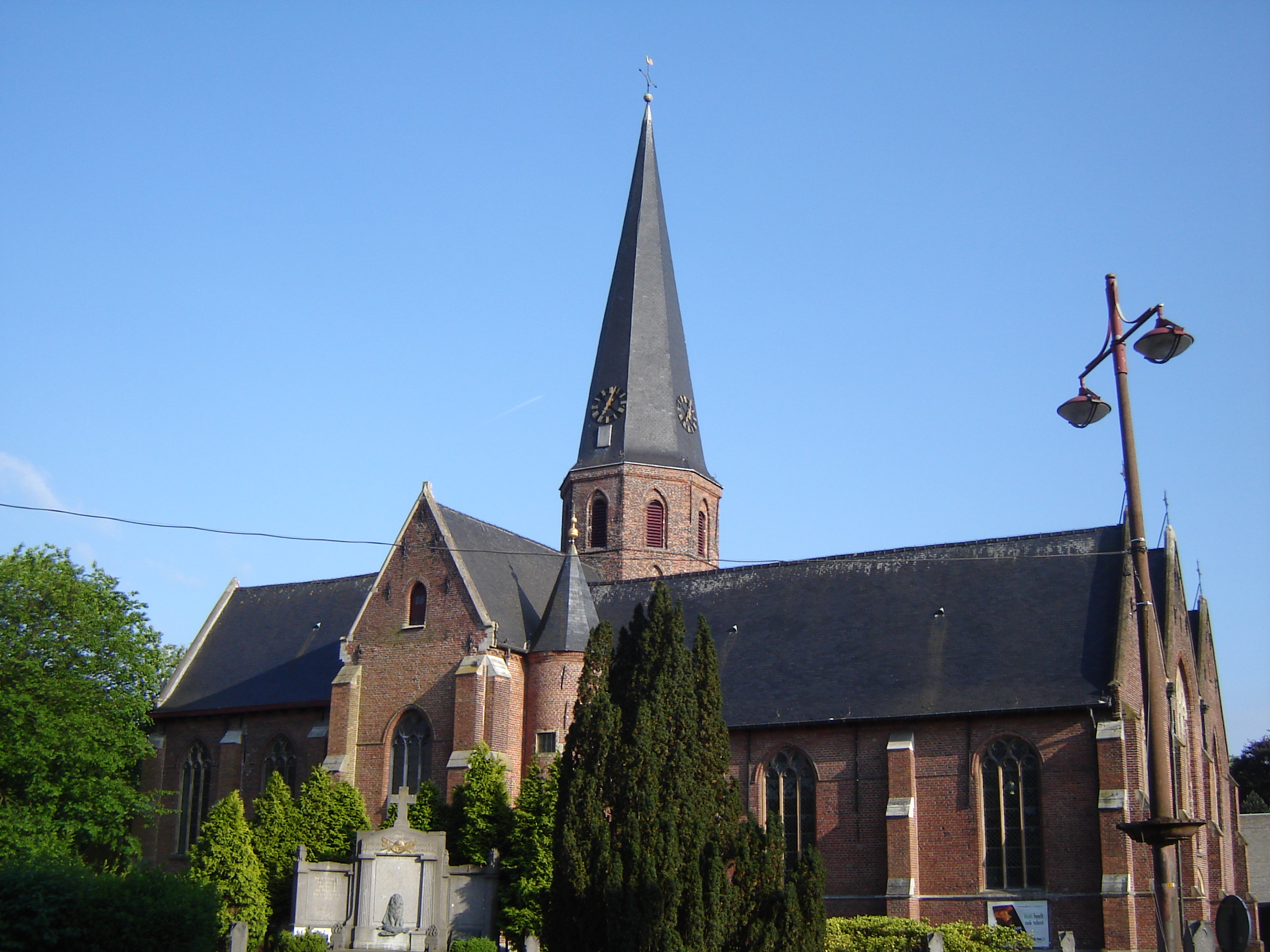
Dorpscentrum met Sint-Catharinakerk.

Wachtebeke is een dorp in de Belgische provincie Oost-Vlaanderen en een deelgemeente van Lochristi. De plaats telt ruim 7500 inwoners, die Wachtebekenaars worden genoemd. Wachtebeke is gelegen aan de E34 Antwerpen - Knokke-Heist.
De plaats wordt doorsneden door de Moervaart en de Langelede. De zuidgrens wordt gevormd door de Zuidlede.

## Geschiedenis

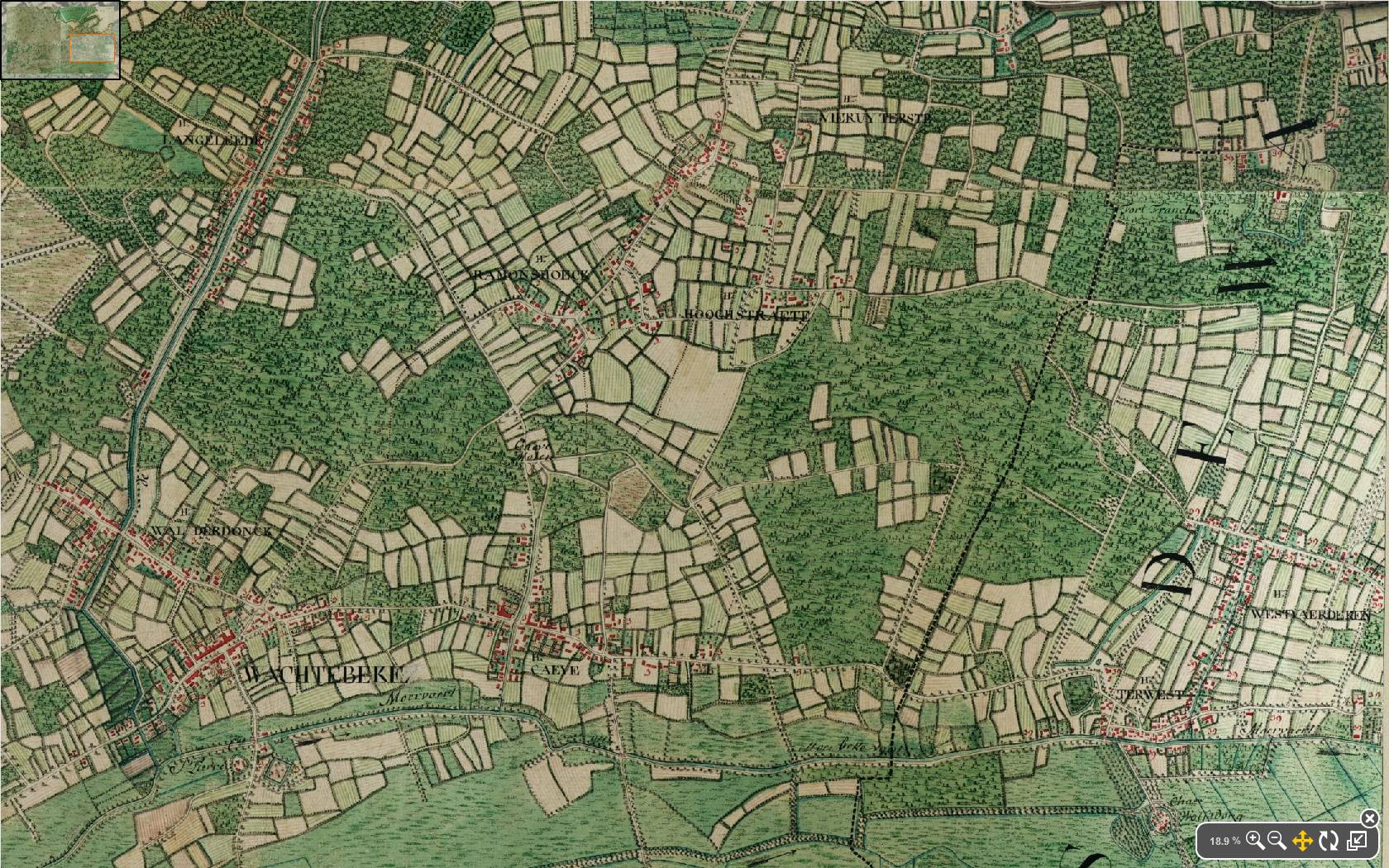
Ferrariskaart uit 1775 met daarop een groot deel van het huidige Wachtebeke.

Wachtebeke werd voor het eerst vermeld in 1198 als Wagtebeke. Over de betekenis van wagte is men het niet eens, het zou ofwel wacht houden ofwel waadplaats kunnen betekenen.
De Romeinse heerweg vanuit Antwerpen splitste zich te Wachtebeke in de richting van Gent en de richting van Brugge. Vanaf de 13e eeuw waren het vooral de omliggende abdijen die grond in bezit hadden in Wachtebeke. De turfwinning ontstond en omdat deze winning zeer arbeidsintensief was, trokken vele mensen naar de streek om er te gaan wonen. Voor de afvoer van de turf naar Gent werd in de late middeleeuwen de Langelede gegraven. Deze waterloop werd in 1774 grondig vernieuwd.
Wachtebeke is nooit een zelfstandige heerlijkheid geweest. Het heeft steeds deel uitgemaakt van het ambacht Assenede, en behoort dus tot het Meetjesland. De parochies Wachtebeke en Sint-Kruis-Winkel vormden wel een eigen vierschaar. Bij het ontstaan van de gemeenten in 1795 werd Wachtebeke een zelfstandige gemeente.
Door de industrialisering langs het kanaal Gent-Terneuzen evolueert Wachtebeke langzaam van een arm boerendorp naar een residentieel gebied.
In 1965 werd een klein gedeelte van de toen opgeheven gemeente Mendonk bij Wachtebeke gevoegd.
Wachtebeke en Lochristi gaven op 16 december 2021 te kennen om tegen het jaar 2025 vrijwillig te fuseren tot een grote gemeente. De fusie werd op 27 november 2023 officieel goedgekeurd en werd uitgevoerd op 1 januari 2025.

## Kernen
In Wachtebeke bevinden zich nog enkele kernen over het grondgebied verspreid, zoals het grensdorp Overslag, de buurtschap Berdelingebuurte en enkele wijken.
| #   | Naam             |
| --- | ---------------- |
| I   | Wachtebeke       |
| II  | Overslag         |
| III | Berdelingebuurte |

### Buurgemeenten
- a. Moerbeke (Lokeren)
- b. Eksaarde (Lokeren)
- c. Zaffelare (Lochristi)
- d. Mendonk (Gent)
- e. Sint-Kruis-Winkel (Gent)
- f. Zelzate
- Terneuzen

### Kaart
I:Wachtebeke  II:Overslag

## Bezienswaardigheden
- De Sint-Catharinakerk is samen met het kerkorgel en de pastorie als monument beschermd.
- Het oud vierschaargebouw
- De Kalvebrug en de Overledebrug, twee beschermde ophaalbruggen over de Moervaart

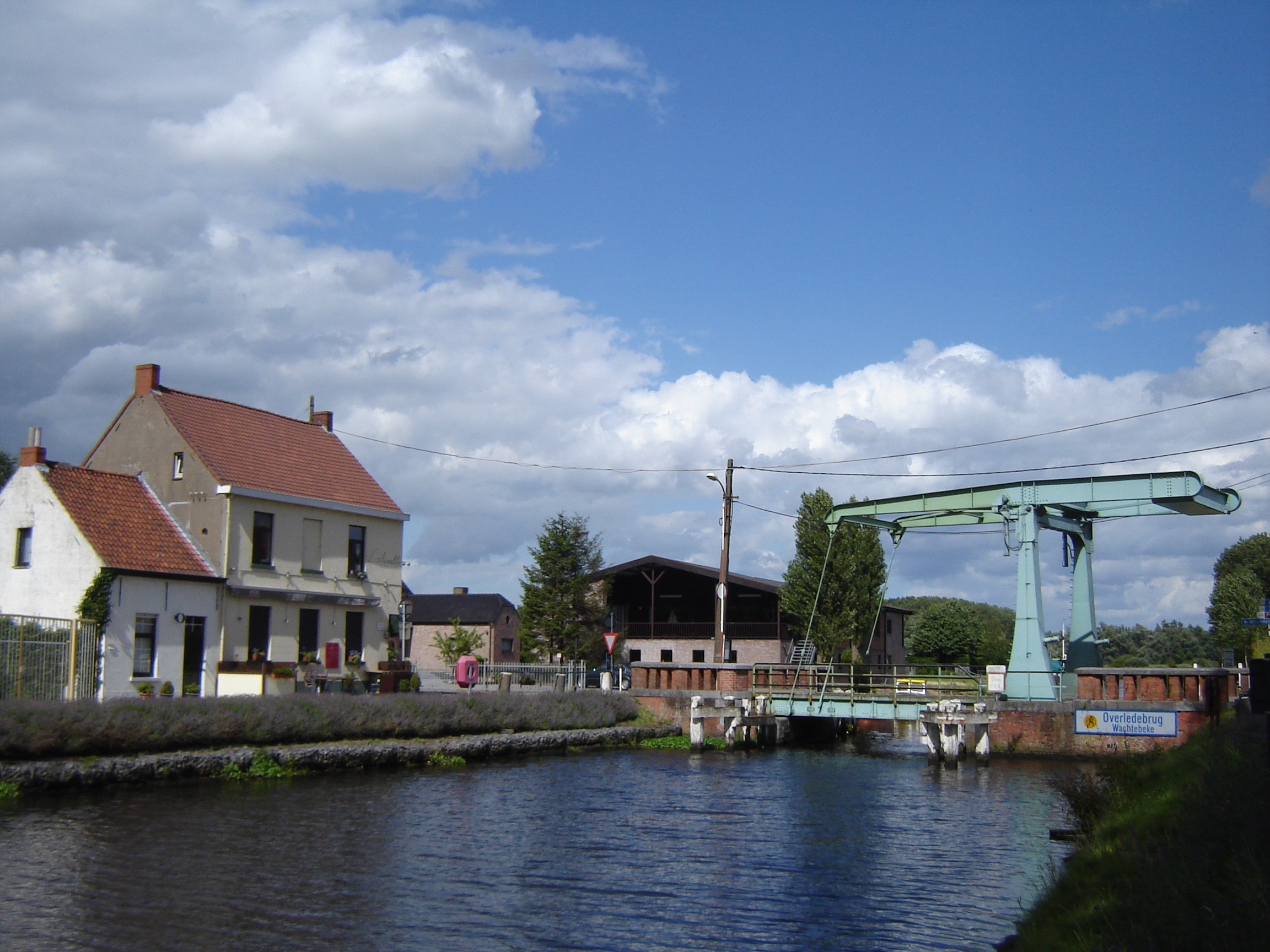
Moervaart en Overledebrug
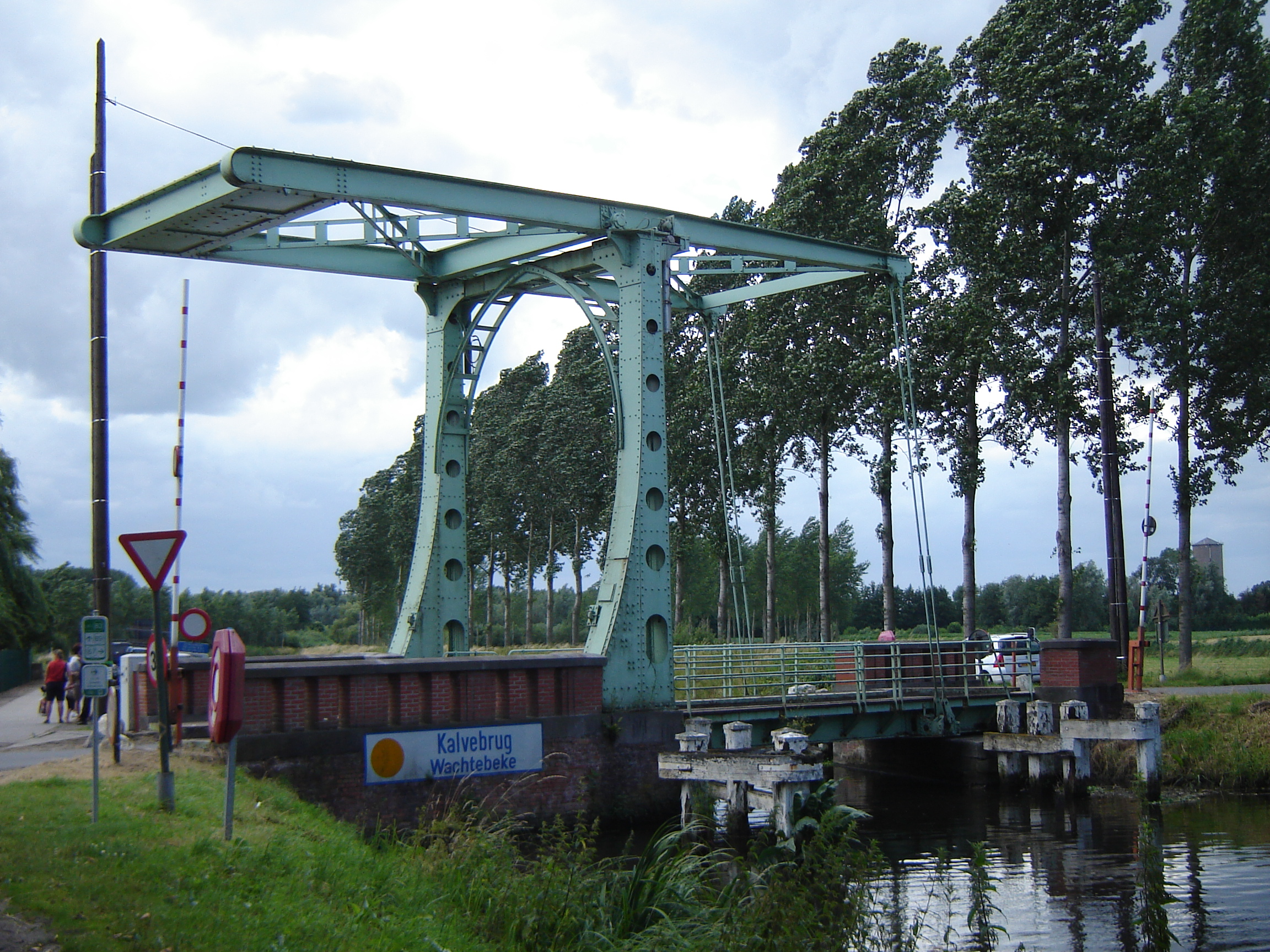
Kalvebrug

## Natuur en landschap
Wachtebeke ligt in Zandig Vlaanderen op een hoogte van 4 tot 7 meter. Ten zuiden van de kern ligt de Moervaartdepressie tussen de Moervaart in het noorden en de Zuidlede in het zuiden. Ook vindt men daar het Provinciaal Domein Puyenbroeck. In het noordoosten ligt het Heidebos terwijl in het noordwesten het Kloosterbos te vinden is. In het westen ligt industrie met onder meer de staalfabrieken van ArcelorMittal-Gent en het Kanaal Gent-Terneuzen.

## Politiek

### Burgemeesters
- 1947-1972: Oktaaf Scheire
- 1983-2012: Willy De Vliegher
- 2013-2024: Rudy Van Cronenburg

#### 2013-2018
Burgemeester is Rudy Van Cronenburg (Anders). Hij leidt een coalitie bestaande uit Anders en Open Vld. Samen vormen ze de meerderheid met 12 op 19 zetels.

#### 2019-2024
Burgemeester blijft Rudy Van Cronenburg (Anders) die een coalitie leidt bestaande uit Anders en Open Vld. Samen vormen ze de meerderheid met 14 op 19 zetels.

### Resultaten gemeenteraadsverkiezingen van 1976 tot en met 2018
| Partij               | Partij                       | 10-10-1976 | 10-10-1976 | 10-10-1982 | 10-10-1982 | 9-10-1988 | 9-10-1988 | 9-10-1994 | 9-10-1994 | 8-10-2000 | 8-10-2000 | 8-10-2006 | 8-10-2006 | 14-10-2012 | 14-10-2012 | 14-10-2018 | 14-10-2018 |
| Stemmen / Zetels     | Stemmen / Zetels             | %          | 17         | %          | 17         | %         | 17        | %         | 17        | %         | 17        | %         | 17        | %          | 19         | %          | 19         |
| -------------------- | ---------------------------- | ---------- | ---------- | ---------- | ---------- | --------- | --------- | --------- | --------- | --------- | --------- | --------- | --------- | ---------- | ---------- | ---------- | ---------- |
|                      | CVP1 / CD&V2                 | 51,361     | 10         | 35,571     | 7          | 44,611    | 9         | 42,641    | 9         | 34,621    | 6         | 32,642    | 6         | 23,512     | 4          | 16,72      | 3          |
|                      | VU1 / WABEKE2 / TOP3 / N-VA4 | 10,811     | 1          | 19,71      | 3          | 8,631     | 1         | 10,382    | 1         | 11,372    | 1         | 10,443    | 1         | 18,684     | 3          | 14,94      | 2          |
|                      | PVV1 / VLD2 / Open Vld3      | 22,371     | 4          | 29,081     | 5          | 28,371    | 5         | 24,032    | 5         | 23,682    | 4         | 21,032    | 4         | 22,553     | 4          | 24,53      | 5          |
|                      | SP1 / AndersA                | 14,12      | 2          | 15,65      | 2          | 16,93     | 2         | 14,11     | 2         | 30,34A    | 6         | 25,18A    | 5         | 35,26A     | 8          | 43,9A      | 9          |
|                      | AGALEV1 / AndersA            | -          |            | -          |            | -         |           | 7,26      | 0         | 30,34A    | 6         | 25,18A    | 5         | 35,26A     | 8          | 43,9A      | 9          |
|                      | Vlaams Belang                | -          |            | -          |            | -         |           | -         |           | -         |           | 10,71     | 1         | -          |            | -          |            |
|                      | Anderen(*)                   | 1,35       | 0          | -          |            | 1,47      | 0         | 1,57      | 0         | -         |           | -         |           | -          |            | -          |            |
| Totaal stemmen       | Totaal stemmen               | 4412       | 4412       | 4695       | 4695       | 5017      | 5017      | 4975      | 4975      | 4866      | 4866      | 5032      | 5032      | 5143       | 5143       | 5506       | 5506       |
| Opkomst %            | Opkomst %                    |            |            |            |            | 95,07     | 95,07     | 92,96     | 92,96     | 92,74     | 92,74     | 95,19     | 95,19     | 92,09      | 92,09      | 92,4       | 92,4       |
| Blanco en ongeldig % | Blanco en ongeldig %         | 4,15       | 4,15       | 4,86       | 4,86       | 3,67      | 3,67      | 3,98      | 3,98      | 4,36      | 4,36      | 3,88      | 3,88      | 4,55       | 4,55       | 5,5        | 5,5        |

De zetels van de gevormde coalitie staan vetjes afgedrukt. De grootste partij is in kleur. (*) 1976: PVDA, 1988: PERVG / 1994: PVDA

Zie voor de verkiezingen in 2024 voor de fusie van 2025 en later op Lochristi.

## Demografische ontwikkeling
- Bron:NIS - Opm:1831 t/m 1970=volkstellingen op 31 december; vanaf 1980= inwonertal per 1 januari

| Inwoners van jaar tot jaar op 1 januari 1992 tot heden | Inwoners van jaar tot jaar op 1 januari 1992 tot heden | Inwoners van jaar tot jaar op 1 januari 1992 tot heden |
| jaar                                                   | Aantal                                                 | Evolutie: 1992=index 100                               |
| ------------------------------------------------------ | ------------------------------------------------------ | ------------------------------------------------------ |
| 1992                                                   | 6.992                                                  | 100,0                                                  |
| 1993                                                   | 6.947                                                  | 99,4                                                   |
| 1994                                                   | 6.991                                                  | 100,0                                                  |
| 1995                                                   | 7.001                                                  | 100,1                                                  |
| 1996                                                   | 6.922                                                  | 99,0                                                   |
| 1997                                                   | 6.847                                                  | 97,9                                                   |
| 1998                                                   | 6.834                                                  | 97,7                                                   |
| 1999                                                   | 6.811                                                  | 97,4                                                   |
| 2000                                                   | 6.809                                                  | 97,4                                                   |
| 2001                                                   | 6.785                                                  | 97,0                                                   |
| 2002                                                   | 6.836                                                  | 97,8                                                   |
| 2003                                                   | 6.862                                                  | 98,1                                                   |
| 2004                                                   | 6.815                                                  | 97,5                                                   |
| 2005                                                   | 6.852                                                  | 98,0                                                   |
| 2006                                                   | 6.881                                                  | 98,4                                                   |
| 2007                                                   | 6.875                                                  | 98,3                                                   |
| 2008                                                   | 7.031                                                  | 100,6                                                  |
| 2009                                                   | 7.026                                                  | 100,5                                                  |
| 2010                                                   | 7.068                                                  | 101,1                                                  |
| 2011                                                   | 7.212                                                  | 103,1                                                  |
| 2012                                                   | 7.282                                                  | 104,1                                                  |
| 2013                                                   | 7.295                                                  | 104,3                                                  |
| 2014                                                   | 7.340                                                  | 105,0                                                  |
| 2015                                                   | 7.450                                                  | 106,6                                                  |
| 2016                                                   | 7.588                                                  | 108,5                                                  |
| 2017                                                   | 7.593                                                  | 108,6                                                  |
| 2018                                                   | 7.683                                                  | 109,9                                                  |
| 2019                                                   | 7.771                                                  | 111,1                                                  |
| 2020                                                   | 7.809                                                  | 111,7                                                  |
| 2021                                                   | 7.769                                                  | 111,1                                                  |
| 2022                                                   | 7.847                                                  | 112,2                                                  |
| 2023                                                   | 7.837                                                  | 112,1                                                  |
| 2024                                                   | 7.897                                                  | 112,9                                                  |

## Bekende Wachtebekenaars
- Jules Persyn (1878-1933), auteur
- Oktaaf Scheire (1905-1972), politicus
- Alfred De Fleurquin (1906-19??), atleet
- Eriek Verpale (1952-2015), auteur
- Bart De Pauw (1968), acteur
- Ivan Van Mossevelde (1940), architect
- Lucrèce L’Ecluse (1952), auteur
- Lieven Scheire (1981), presentator

## Nabijgelegen kernen
Zaffelare, Mendonk, Zelzate, Overslag, Moerbeke